# Glacier Brøgger
Pour les articles homonymes, voir Brøgger.
Le glacier Brøgger est un glacier de 13 km de long, situé sur la côte méridionale de la Géorgie du Sud. Il aurait nommé en hommage au professeur Waldemar Christofer Brøgger, minéralogiste et géologue norvégien, député du Storting de 1900 à 1909.
Il fait partie des cinq plus grands glaciers de Géorgie du Sud.